# トレイボン・ブロメル
トレイボン・ブロメル（Trayvon Jaquez Bromell、1995年7月10日 ‐ ）は、アメリカ合衆国フロリダ州セントピーターズバーグ出身の陸上競技選手。専門は短距離走。100mで9秒76A（アメリカ歴代4位、世界歴代7位）、200mで20秒03の自己ベストを持つ。2015年北京世界選手権男子100m、2022年オレゴン世界選手権男子100mの銅メダリスト。100mの元U20世界記録保持者。
高校時代の2013年に追い風参考記録ながら100mで9秒台を記録して注目されると、大学進学後の2014年に100mで9秒97のU20世界記録（当時）を樹立し、ジュニアの選手として初めて10秒の壁を破った。2015年には100mで世界歴代10位タイ（当時）の9秒84を記録すると、北京世界選手権男子100mでカナダのアンドレ・ドグラスと共に銅メダルを獲得。プロ転向後の2016年にはポートランド世界室内選手権男子60mで金メダルを獲得し、リオデジャネイロオリンピック男子100mでは8位入賞を果たした。

## 経歴

### 高校時代まで
カナディアン・フットボール・リーグでプレーした元フットボール選手の父と、元短距離走選手（高校時代）の母との間に生まれる。父は2014年に心臓発作で亡くなった。
陸上競技はブロメルの才能に気づいた叔父からクラブに入ることを勧められ、10歳から始めた。また、陸上競技の他にもリトルリーグなど色んなスポーツに取り組んだ。しかし、中学2年生の時にバック転をして左膝を負傷、中学3年生の時はバスケットボールの試合中のリバウンド時に右膝を負傷、高校1年生の時は100mのレース中に股関節を負傷するなど多くの怪我に悩まされ、医者からも「速く走ることはできない」と断言されたという。また、喘息と脊柱側湾症を持つ。
怪我から復帰した2012年には5月のフロリダ州高校選手権（Florida 3A High School State Championships）男子100mで2位、男子200mで4位に入ると、翌年のシーズンでは素晴らしい活躍を見せた。2013年5月にフロリダ州高校選手権男子100mで初の州タイトルを獲得すると（男子4×100mも優勝して2冠達成。男子200mは2位）、同月のゴールデンサウスクラシック（Golden South Classic）男子100mでは今シーズンの全米高校ランク1位の記録となる10秒27（+0.9）を記録。6月8日のグレートサウスウエストクラシック（Great Southwest Classic）男子100mでは追い風参考記録ながら全米高校記録（当時10秒01）を上回る9秒99（+4.0）を記録し、10秒の壁を破るアメリカ史上初の高校生となった（参考記録も含む全ての記録を通じて）。6月にはニューバランス全米大会（New Balance Outdoor Nationals）男子100mで初の全米タイトルを獲得した（男子200mは2位）。これらの活躍により、今シーズンのゲータレード全米最優秀男子陸上競技選手賞（Gatorade National Boys Track Athlete of the Year） を受賞した。
2013年6月の全米ジュニア選手権男子100mを10秒47（-4.8）で制し、全米タイトルを獲得するとともにパンアメリカンジュニア選手権アメリカ代表の座を掴んだ。迎えた8月の大会では、男子100mは10秒44（+1.8）の3位に入り銅メダル、アンカーを務めた男子4×100mリレーは39秒17での優勝に貢献して金メダルを獲得した。
高校時代は父の影響もあり、陸上競技とともにアメリカンフットボールにも取り組んでいた（ポジションはワイドレシーバー）。しかし、身長が伸びなかったこともあり、最終的に陸上競技に専念した。

### 大学時代（プロ転向前）
たくさんの大学から誘いを受けたが、マイケル・ジョンソンやジェレミー・ウォリナーなどの名スプリンターを輩出したベイラー大学に進学した。進学の決め手となったのは、ジェレミー・ウォリナーを指導した同大学陸上競技部のコーチであるマイケル・フォードの存在で、スカウトされた際にブロメルが言った「世界一になりたい」という言葉に対し、「一緒に世界を目指そう」と言ってくれたからだという。なお、ベイラー大学ではメディア学を専攻している。
2014年3月のテキサスリレーでは、今シーズン最初の100mのレースとなった28日の男子100m予選で10秒02（+0.9）をマーク。それまでの自己ベスト（10秒27）を大幅に更新してジュニア世界記録（当時10秒01）に肉薄すると、翌日の決勝では10秒01（+1.5）のジュニア世界タイ記録をマークし、2003年にダレル・ブラウンが樹立した記録に並んだ。。同年5月18日のビッグ12カンファレンス選手権男子100mでは、追い風参考記録ながら9秒77（+4.2）の好タイムを記録するなど、公認での9秒台は時間の問題だった。そして迎えた同年6月の全米学生（NCAA）選手権は、11日の男子100m予選を9秒92（+2.2）で突破すると、2日後の決勝で9秒97（+1.8）のジュニア世界新記録(当時)を樹立。公認記録で初めて10秒の壁を破り、初の全米学生タイトルを獲得した。この種目での1年生優勝は史上6人目の快挙であり、2005年大会のウォルター・ディックス以来となった。
同年7月の全米ジュニア選手権男子100mを10秒07（+1.2）で制し、2連覇を達成するとともに世界ジュニア選手権アメリカ代表に選出された。世界大会デビューとなった約2週間後の世界ジュニア選手権では、優勝候補として臨んだ男子100mの予選を10秒13（+0.7）、準決勝を10秒29（0.0）と、両ラウンドを全体1位で突破。しかし、決勝では連戦の疲れもあり、全米ジュニア選手権で破っていたケンドル・ウィリアムズに0秒07差で敗れ、10秒28（-0.6）の2位に終わった。しかし、男子4×100mリレーでは予選と決勝で2走を務めると、決勝はジュニア世界記録（38秒66）に迫る38秒70での優勝に貢献して金メダルを獲得した。
2015年3月の全米学生室内選手権男子200m決勝を室内世界歴代3位（当時）の記録となる20秒19で制し、初の室内全米学生タイトルを獲得した。同年6月の全米学生選手権では、男子100mと200mの予選をそれぞれ9秒90（+1.7）と20秒03（+2.0）の自己ベスト（100mは当時）で突破すると、決勝では追い風参考記録ながら予選のタイムを上回る9秒88（+2.7）と19秒86（+2.4）を記録。しかし、100mはアンドレ・ドグラス（9秒75）に次ぐ2位で2連覇を逃すと、200mもアンドレ・ドグラス（19秒58）、デドリック・デュークス（19秒86）に次ぐ3位に終わり、好タイムをマークするもタイトルを逃した。
同年6月25日の全米選手権男子100m予選で世界歴代10位タイおよびアメリカ歴代4位（ともに当時）の記録となる9秒84（+1.3）を記録。翌日の準決勝は追い風参考記録ながら9秒76（+3.7）の好タイムで突破すると、迎えた決勝は9秒96（0.0）で2位に入り、初のシニアアメリカ代表の座を掴んだ。シニア世界大会デビューとなった8月の北京世界選手権は、男子100m予選を全体2位の9秒91（+0.5）で突破した。しかし、マイケル・フォードコーチ曰く「異常なくらい緊張していた」という準決勝は9秒99（-0.4）と予選よりタイムを落としたが、かろうじてタイムで拾われる全体7位タイ（3人が並ぶ）で決勝に進出した。緊張も収まった約2時間後の決勝では、ウサイン・ボルト（9秒79）、ジャスティン・ガトリン（9秒80）に続き、アンドレ・ドグラスとともにフィニッシュラインを越えた。レース直後の電光掲示板にはアンドレ・ドグラスの名前が3位に表示されたが、やがてブロメルの名前も3位に表示され、アンドレ・ドグラスと9秒92（-0.5）の同着3位で銅メダルを獲得した。1走を務めた男子4×100mリレーは37秒91で予選突破に貢献するも、決勝は3-4走間でオーバーゾーンがあったため失格となった（当初は2位でフィニッシュ）。

### プロ転向以降
母親との大学卒業という約束を守るため、プロ転向への噂が流れても否定していたが、大学卒業するまでの学費をニューバランスが負担するという契約で合意し（プロに転向すると奨学金などの支援がなくなる）、2015年10月にプロ選手となった。
プロ転向後初の全米大会となった2016年3月の全米室内選手権男子60m決勝では、マービン・ブレーシーに同タイム着差あり（0秒005差）で敗れてシニアの全米タイトルを惜しくも逃したが、地元アメリカで開催されるポートランド世界室内選手権アメリカ代表の座を掴んだ。迎えた大会では男子60m決勝で6秒47の自己ベストを記録し、予選と準決勝で世界歴代5位の記録となる6秒44を記録していたアサファ・パウエルを0秒03差で抑えて初の世界タイトルを獲得した。また、20歳252日で金メダリストとなったブロメルは、この種目における最年少金メダリストとなった。
左アキレス腱を痛めたため、初のオリンピックアメリカ代表の座がかかった7月の全米選手権（兼オリンピックアメリカ代表選考会）は、6月2日のダイヤモンドリーグ・ローマ大会（男子200m）以来のレースとなったが、決勝で自己ベストタイの9秒84（+1.6）を記録して2位に入り、初のオリンピック代表の座を掴んだ。オリンピックデビューとなった8月のリオデジャネイロオリンピックでは、男子100m予選を10秒13（+0.2）で突破すると、準決勝は10秒01（+0.2）の全体7位タイ（3人が並ぶ）に入り、昨年の北京世界選手権と同じくタイムで拾われて決勝に進出した。しかし、決勝ではアキレス腱を痛め10秒06（+0.2）の8位に終わった。決勝のみ出場した男子4×100mリレーではアンカーを務めると、前を走るジャマイカ（37秒27）と日本（37秒60）を捕らえることはできなかったものの、追い上げてくるカナダ（37秒64）を抑えて37秒62の3位でフィニッシュした。銅メダルを獲得したかに思われたが、その後アメリカチームはテークオーバーゾーンで違反があったとして失格となり、メダル獲得は幻に終わった。フィニッシュと同時に転倒したブロメルは車いすでトラックを後にし、オリンピック後の9月上旬にはオリンピック前から予定していたアキレス腱の手術を行った。
アキレス腱の手術以降、2017年6月の全米選手権男子100m予選がリオデジャネイロオリンピック以来の復帰レースとなった。痛みがある中で10秒22（+0.4）の組3着に入ったが、準決勝に着順で進出できる組2着には0秒006（同タイム着差あり）、全体のタイムで拾われるには0秒06及ばず、ロンドン世界選手権アメリカ代表の座を逃した。
2021年9月18日、ワールドアスレティックスコンチネンタルカップゴールドナイロビ　キプチョゲ・ケイノクラシック男子100mで、追い風1.2mの中、自己ベストかつ今季世界最高記録となる9秒76を記録した。

## 自己ベスト
記録欄の（　）内の数字は風速（m/s）で、+は追い風を意味する。
| 種目 | 記録            | 年月日        | 場所             | 備考            |
| 屋外 | 屋外            | 屋外          | 屋外             | 屋外            |
| ---- | --------------- | ------------- | ---------------- | --------------- |
| 100m | 9秒76A（+1.2）  | 2021年9月18日 | ナイロビ         | アメリカ歴代4位 |
| 100m | 9秒75w（+2.1）  | 2022年4月30日 | ジャクソンビル   | 追い風参考記録  |
| 200m | 20秒03（+2.0）  | 2015年6月10日 | ユージーン       |                 |
| 200m | 19秒86w（+2.4） | 2015年6月12日 | ユージーン       | 追い風参考記録  |
| 室内 |                 |               |                  |                 |
| 60m  | 6秒42           | 2023年2月11日 | クレムソン       |                 |
| 200m | 20秒19          | 2015年3月14日 | フェイエットビル |                 |

### U20世界記録
| 種目 | 記録          | 年月日        | 場所       |      |
| 屋外 | 屋外          | 屋外          | 屋外       | 屋外 |
| ---- | ------------- | ------------- | ---------- | ---- |
| 100m | 9秒97（+1.8） | 2014年6月13日 | ユージーン |      |

## 主要大会成績
備考欄の記録は当時のもの
| 年   | 大会                               | 場所             | 種目    | 結果 | 記録           | 備考       |
| ---- | ---------------------------------- | ---------------- | ------- | ---- | -------------- | ---------- |
| 2013 | パンアメリカン ジュニア選手権 (en) | メデジン         | 100m    | 3位  | 10秒44（+1.8） |            |
| 2013 | パンアメリカン ジュニア選手権 (en) | メデジン         | 4x100mR | 優勝 | 39秒17（4走）  |            |
| 2014 | 世界ジュニア選手権                 | ユージーン       | 100m    | 2位  | 10秒28（-0.6） |            |
| 2014 | 世界ジュニア選手権                 | ユージーン       | 4x100mR | 優勝 | 38秒70（2走）  |            |
| 2015 | 世界選手権                         | 北京             | 100m    | 3位  | 9秒92（-0.5）  |            |
| 2015 | 世界選手権                         | 北京             | 4x100mR | 決勝 | DQ（1走）      |            |
| 2016 | 世界室内選手権                     | ポートランド     | 60m     | 優勝 | 6秒47          | 自己ベスト |
| 2016 | オリンピック                       | リオデジャネイロ | 100m    | 8位  | 10秒06（+0.2） |            |
| 2016 | オリンピック                       | リオデジャネイロ | 4x100mR | 決勝 | DQ（4走）      |            |

### 全米タイトル
| 年   | 大会                   | 場所             | 種目 | 優勝記録       | 備考             |
| ---- | ---------------------- | ---------------- | ---- | -------------- | ---------------- |
| 2013 | ニューバランス全米大会 | グリーンズボロ   | 100m | 10秒41（-2.4） |                  |
| 2013 | 全米ジュニア選手権     | デモイン         | 100m | 10秒47（-4.8） |                  |
| 2014 | 全米学生選手権         | ユージーン       | 100m | 9秒97（+1.8）  | ジュニア世界記録 |
| 2014 | 全米ジュニア選手権     | ユージーン       | 100m | 10秒07（+1.2） |                  |
| 2015 | 全米学生室内選手権     | フェイエットビル | 200m | 20秒19         | 室内世界歴代3位  |
| 2021 | 全米選手権             | ユージーン       | 100m | 9秒80（+0.8）  |                  |